# Эйдинов, Алексей Филиппович
Алексей (Арон) Филиппович Эйдинов (Вышедский) (1908 — 1950) — советский деятель промышленности, основной фигурант дела ЗИСа.

## Биография
Являлся помощником директора Московского автозавода имени Сталина по общим вопросам. В 1944 году награждён орденом «Знак Почёта». В феврале 1950 первый секретарь московского городского комитета ВКП(б) Н. С. Хрущёв во главе специально созданной комиссии посетил ЗИС, и через несколько дней доложил И. В. Сталину о «деятельности еврейских националистов». Директора завода И. А. Лихачёва обвинили в утрате бдительности, что дало возможность его ближайшему помощнику А. Ф. Эйдинову якобы «сколотить» на заводе антисоветскую еврейскую вредительскую группу. В результате директор был уволен, а помощник и ряд работников были смещены с постов, и впоследствии арестованы. 
Перед арестом работал заместителем директора Московского завода автотракторной электроаппаратуры № 2 (АТЭ-2). 18 марта или 3 апреля 1950 года арестован. МГБ СССР связывало дело ЗИСа с делом ЕАК. Считался следствием главой «заговорщиков». С санкции В. С. Абакумова подвергался пыткам и избиениям. 23 ноября 1950 года приговорён ВКВС СССР под председательством И. О. Матулевича к ВМН по обвинению в участии в контрреволюционной националистической организации, расстрелян на следующий день после вынесения обвинительного заключения. Его жена, Р. Г. Филиппова, была выслана в Казахскую ССР. 
1 августа 1955 года генеральный прокурор Р. А. Руденко и председатель КГБ И. А. Серов предложили в письме в ЦК КПСС дела Эйдинова, Персина (директора заводского общепита), Самородницкого (начальника медсанчасти), Файмана (директора столовой), Вайсберга (заместителя начальника прессового цеха), Добрушина (заместителя начальника материально-технического отдела) и Лисовича (начачальника отдела труда и зарплаты автозавода) переквалифицировать на статьи 109 (злоупотребление служебным положением) и 111 (халатность) УК РСФСР, а их дела прекратить по амнистии. Дела Майнфельд, Гольдберга и Генкина прекратить за отсутствием в их действиях состава преступления, а дела остальных осуждённых — за недоказанностью предъявленного им обвинения. 2 марта 1956 посмертно реабилитирован.